# キ31 (航空機)
キ31は、大日本帝国陸軍が計画した軽爆撃機。本項では同様の経緯で計画されたキ29についても述べる。

## 概要
1935年（昭和10年）、陸軍は同年に行われた研究方針改正の一環として、敵の諸施設や敵飛行場に駐機されている航空機の破壊を目的とした単発の新軽爆撃機の開発を計画し、競争試作という形で、1936年（昭和11年）2月に石川島飛行機（直後の同年7月に立川飛行機に改称）に対してキ29の、中島飛行機に対してキ31の研究指示を行った。
陸軍が示した要求性能は、全備重量は3,200 kg以下、エンジンはハ5、ハ6、ハ9IIのいずれかを装備し、最大速度は400 km/h以上、巡航速度は300 km/h、航続時間は標準で4.5時間、常用高度は2,000 - 4,000 mとする。武装は爆弾最大450 kgに加えて固定銃と旋回銃を1挺ずつ備える。というものだった。
キ31は低翼単葉の複座機として設計されていたが、キ29とともに1936年5月に基礎設計審査の段階で計画中止となった。なお、これらと同時に研究指示がなされた三菱重工業のキ30は、のちに九七式軽爆撃機として制式採用されている。